# 反歧视学生运动
反歧视学生运动（羅馬化：Bôiṣômyôbirōdhī Chātrô Āndōlôn），又称学生反对歧视（英語：Students Against Discrimination），是孟加拉国的一个不隶属于任何政党的学生运动组织，于2024年孟加拉国公职配额改革运动期间的2024年7月1日成立。该组织曾参与2024年8月5日通过“学生—人民起义”推翻时任总理谢赫·哈西娜的行动。  
2024年10月22日，该组织与全国公民委员会联合宣布五项诉求，主张进行大规模的政治和宪法改革，以推翻他们所称的“法西斯主义政治体制”，并以民主制度取而代之。